# Petrus van der Aa
Pour les articles homonymes, voir Van der Aa.
Pour le géographe et libraire néerlandais, voir Pieter van der Aa.
Pierre vander Aa ou Petrus van der Aa, (latinisé Petrus Vanderanus) jurisconsulte belge (né vers 1530 à Louvain - mort en 1594 à Luxembourg).

## Biographie
Il professa le droit à l'université de Louvain, et devint en 1565 assesseur du Conseil souverain de Brabant, président du conseil à Luxembourg en 1574. Il fut un des plus grands opposant au despotisme que la puissance espagnole faisait peser sur les Pays-Bas. Issu d'une ancienne famille, ses frères Adolphe van der Aa, Philippe van der Aa, et Gérard van der Aa s'opposèrent également aux mesures tyranniques de Philippe II.

## Publications
- Commentarium de privilegiis creditorum, Anvers, Jean Beler, 1560.
- Enchiridion judiciarum, Louvain, Étienne Valerius, 1558. « Ouvrage très-rare » d'après la Nouvelle Biographie générale[2].